# Wiesław Gruszkowski
Wiesław Gruszkowski (ur. 15 lutego 1920 we Lwowie, zm. 7 września 2018) – polski architekt i urbanista, profesor Politechniki Gdańskiej.

## Życiorys
Syn Jana. Ukończył w 1938 X Gimnazjum i Liceum im. Henryka Sienkiewicza we Lwowie i do 1941 studiował na Wydziale Architektury Politechniki Lwowskiej. W okresie od lipca 1944 do maja 1945 pracował jako kierownik oddziału budowlanego w Energokombinacie Lwów. 
Po przyjeździe do Gdańska w czerwcu 1945 brał czynny udział w odbudowie zrujnowanego miasta i odtworzeniu jego historycznego kształtu. W 1947 ukończył studia architektoniczne na Wydziale Architektury Politechniki Gdańskiej. Specjalności: odbudowa miast i rewaloryzacja miast. Potem wieloletni wykładowca Politechniki Gdańskiej. Doktorat w 1976, od 1989 profesor tytularny. Autor wielu publikacji naukowych dotyczących ładu przestrzennego oraz wydawnictw popularnonaukowych. W latach 1985–1989 dziekan Wydziału Architektury Politechniki Gdańskiej. Członek honorowy Towarzystwa Urbanistów Polskich.
W latach 1949–1955 projektant i główny urbanista Biura Projektowo-Badawczego Budownictwa „Miastoprojekt” w Gdańsku, w latach 1955–1958 główny architekt województwa gdańskiego, w latach 1958–1973 kierownik Wojewódzkiej Pracowni Urbanistycznej w Gdańsku, w latach 1973–1978 generalny projektant planu aglomeracji gdańskiej. W 1980 od Ministerstwa Kultury i Sztuki otrzymał status twórcy. 

W 2012 roku ukazał się album „Ruiny. Fotografie Wiesława Gruszkowskiego”, za który został nominowany do Nagrody Miasta Gdańska w Dziedzinie Kultury „Splendor Gedanensis”. 

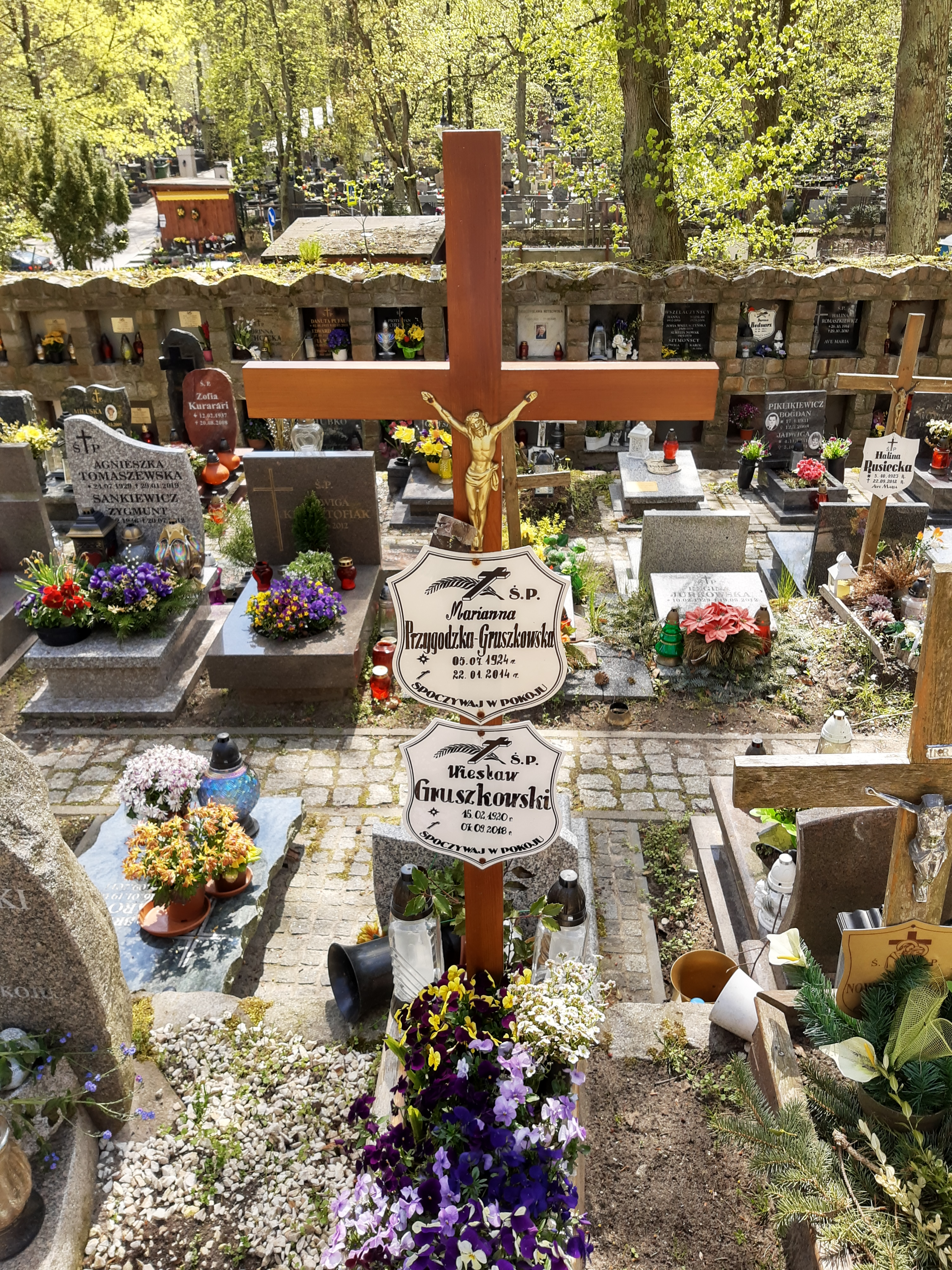
Grób prof. Wiesława Gruszkowskiego i jego żony Marianny na cmentarzu komunalnym w Sopocie

W 2015 roku przekazał do Muzeum II Wojny Światowej polską flagę, pamiątkę rodzinną ze Lwowa.
Mieszkał w Sopocie. Był mężem Marianny Anny z domu Przygodzkiej (1924–2014), ojciec Jana (ur. 1955), Tadeusza (ur. 1957) i Tomasza (ur. 1961).
13 września 2018 został pochowany na cmentarzu komunalnym w Sopocie (kwatera E4-6-6).

## Wybrane opracowania książkowe
- Wspomnienia z odbudowy Głównego Miasta (1978, wraz z Izabellą Trojanowską, Wydawnictwo Morskie, Gdańsk)
- Planowanie przestrzenne miast portowych (1992, wspólnie z Bohdanem Szermerem, Stanisławem Tomaszkiem, Ośrodek Informacji Technicznej i Ekonomicznej w Budownictwie, 1964)
- Historia sztuki (2005, Wydawnictwa Wszechnicy Warmińskiej)
- Zarys historii urbanistyki (1989, Wydawnictwo UG, ISBN 83-7017-376-4, 9788370173760)
- Gdańsk townhouse of the 21th century (2006, Urząd Miejski w Gdańsku)
- Ruiny. Fotografie Wiesława Gruszkowskiego (2012, Wydawnictwo VIA Toruń)

## Ordery i odznaczenia
- Krzyż Oficerski Orderu Odrodzenia Polski (1984)
- Krzyż Kawalerski Orderu Odrodzenia Polski (1969)
- Złoty Krzyż Zasługi (1956)
- Medal Komisji Edukacji Narodowej (1989)
- Medal Księcia Mściwoja II (1997)[13]
- Medal „Za Zasługi dla Politechniki Gdańskiej” (2014)
- Odznaka honorowa „Zasłużonym Ziemi Gdańskiej” (1966)
- Złota Odznaka SARP (1963)[14]

Źródło:.

## Nagrody i wyróżnienia
- Nagroda Komitetu Budownictwa, Urbanistyki i Architektury I stopnia (zespołowa) za plan ogólny zagospodarowania przestrzennego zespołu miast Gdynia-Gdańsk (1962)
- Nagroda Komitetu Nauki i Techniki (1966)
- Nagroda Ministerstwa Budownictwa i Przemysłu Materiałów Budowlanych III stopnia (zespołowa) za plan ogólny zagospodarowania przestrzennego miasta Tolkmicko (1969)
- Nagroda Prezydenta Miasta Gdańska w Dziedzinie Kultury (2000)[16]
- Nagroda im. prof. Jerzego Stankiewicza (2002)
- Nagroda „Splendor Splendorów” przyznana w związku z 40. rocznicą istnienia nagrody (15 marca 2013)
- tytuł honorowy Profesor Emeritus Politechniki Gdańskiej (2015)

Źródło:.

## Upamiętnienie
W 2024 z inicjatywy gdańskiego oddziału Towarzystwa Urbanistów Polskich oraz Wydziału Architektury Politechniki Gdańskiej ustanowiono Nagrodę imienia Profesora Wiesława Gruszkowskiego za wybitne osiągnięcia w dziedzinie urbanistyki. Pierwszymi laureatami nagrody zostali: mgr inż. arch. Anna Łoziak, prof. Mieczysław Kochanowski, dr inż. arch. Danuta Kochanowska, prof. Piotr Lorens oraz dr inż. arch. Gabriela Rembarz.